# 리타 쿨리지
리타 쿨리지(영어: Rita Coolidge, 1945년 5월 1일~)는 미국의 싱어송라이터이다.
1970년대와 80년대에 주로 활동하면서 팝, 컨트리, 어덜트 컨템포러리 분야 빌보드 차트에 오르내렸다. 크리스 크리스토퍼슨과 협연하여 그래미상을 두 번 탔다.